# Санта Парк
Санта Парк — развлекательный парк в Рованиеми (Финляндия).

## История
Санта Парк был открыт 28 ноября 1998 года, в преддверии рождественских праздников. Он расположен внутри пещеры, которая находится в скале Сиентенваара. В ледяной галерее расположены кабинет Санта Клауса и различные магазины рождественской тематики. Парк работает с июня по август и с ноября по январь.
Парк был создан английской компанией Santaworld Ltd. Идея заключалась в том, чтобы построить крупный парк развлечений. Затраты на строительство парка составили около 6,7 млн евро. В финансировании проекта участвовали Finnair, MTV, Sampo, Фонд защиты детей. Впоследствии концепция парка была переработана и Санта Парк был превращён в домашнюю пещеру Санта-Клауса, которая стала фокусироваться на рождественской теме, и зимней природе. Основным владельцем стал сельский муниципалитет, который был позднее включён в состав города Рованиеми.
24 марта 2009 года акции Santa Park Oy были проданы компании Santa’s Holding. Планировалось увеличить чистые доходы развлекательного парка на полмиллиона евро до 2 миллионов евро.
Санта-Парк расположен примерно в 9 км к северо-востоку от Рованиеми и примерно в 2 км от аэропорта Рованиеми.